# CBS 스포츠

CBS 스포츠(CBS Sports)는 미국 TV 방송사 CBS (미국의 방송사)의 스포츠 부문이다. 본사는 뉴욕시 맨해튼 미드타운의 W 52번가에 있는 CBS 빌딩에 있으며, 프로그램은 W 57번가에 있는 CBS 방송 센터의 스튜디오 43 및 44에서 제작된다.
CBS의 주요 스포츠 시설에는 전미 여자 농구 협회(WNBA), 내셔널 풋볼 리그(NFL), 빅 텐 축구, NCAA Division I 대학 농구(NCAA 남자 농구 토너먼트의 격년 방송 포함), PGA 투어 골프, 마스터스 토너먼트, PGA 챔피언십, SailGP 및 UEFA 챔피언스리그가 포함된다.
CBS 스포츠는 "March Madness on Demand" 프로그램을 통해 대화형 사용을 위한 원본 TV 콘텐츠의 동기식 향상을 위한 고급 미디어 기술 분야의 뛰어난 성과로 제59회 연례 기술 및 엔지니어링 에미상을 수상했다.

## 같이 보기
- CBS 스포츠 네트워크
- 파라마운트 글로벌